# 廖文芬
廖文芬（1963年4月30日—），广东广州人，中国女子跳远运动员。她曾获得1982年亚洲运动会和1986年亚洲运动会女子跳远金牌。她也曾参加1984年夏季奥运会和1988年夏季奥运会。